# 潘润民
潘润民（1572年—1641年），字用霖，號淮原，贵州前卫军籍（今贵阳），湖广武陵县人，明朝政治人物。同進士出身。

## 生平
贵州宣慰司学生。萬曆三十一年（1603年）癸卯科貴州鄉試解元。萬曆三十五年（1607年）丁未科进士，三甲一百十一名，考选翰林院庶吉士，三十八年升礼部仪制司主事，四十年升员外，四十一年升郎中，四十三年升廣東副使，四十七年升四川参政，天启元年致仕。四年起河南参政，五年升廣東按察使，六年升云南右布政，崇祯二年升左布政，三年致仕。

## 著作
著有《昧澹轩诗集》。

## 家族
曾祖潘松。祖父潘维嶽，知州。父潘思聪，大使。母余氏，継母周氏。永感下。兄舜龄。弟潘際時（贡士）、淑民、滋民。
子潘馴，崇禎舉人。仅有一女在奢安之乱中慘死。